# یوژف ناوارته
یوژف ناوارته (انگلیسی: József Navarrete؛ زادهٔ ۲۶ دسامبر ۱۹۶۵) ورزشکار شمشیربازی اهل مجارستان است.
وی در مسابقات کشوری و بین‌المللی در مجموع برندهٔ ۱ مدال نقره شده‌است.